# Karoline Dyhre Breivang
Karoline Dyhre Breivang (Oslo, 10 de mayo de 1980) es una exjugadora de balonmano noruega. Consiguió 2 medallas olímpicas de oro.